# Asraf nyelv
Az asraf nyelvet korábban szomáli nyelv dialektusának tulajdonították, viszont Roger Blench nyelvész kutatásaival igazolta, hogy a megengedettnél nagyobbak az eltérések a szomáli irodalmi nyelvvel, így külön nyelvnek tekinthető. Két dialektusra oszlik: a shingaanira és az alsó-shebelleire. Nyelvkódja nincsen és kevés a róla rendelkezésre álló adat.